# ثيثيليا جريرسون
ثيثيليا جريرسون (بالإسبانية: Cecilia Grierson)‏ (22 نوفمبر 1859 - 10 أبريل 1934) كانت طبيبة أرجنتينية وإصلاحية سياسية بارزة ومفكرة حرة، تميزت جريرسون بأنها أول امرأة تحصل على درجة طبية في الأرجنتين.

## النشأة
ولدت ثيثيليا جريرسون في بوينس آيرس عام 1859،يعتبر جدها الأب وليام غريرسون من بين المستعمرين الاسكتلنديين الذين وصلوا إلى بوينس آيرس في عام 1825 لسكن في سانتا كاتالينا مونتي غراندي .
أمضت غريرسون طفولتها المبكرة في مقاطعة إنتري ريوس، حيث كانت عائلتها مزارعين مزدهرين. وعندما أتمت سن السادسة تم إرسالها للالتحاق بالمدارس الإنجليزية والفرنسية في بلدتها، كما ساعدت والدتها جين دافيف -التي كانت من أصل إيرلندي- في إدارة مدرسة في ريفية بعد وفاة والدها روبرتسون غريرسون. وعادت جريرسون إلى بوينس آيرس للانخراط في «رقم 1 المدرسة البنات عادي»، حيث تخرجت كمدرس في عام 1878. لكنها بعدما قامت بتدريس لسنوات أختارت الدخول لمجال الطب. لم يكن من الشائع أن تدرس النساء الطب في الأرجنتين في ذلك الوقت، لذلك عانت غريرسون من الكثير من التحامل والتمييز على أساس الجنس. وقد التحقت غريرسون بمدرسة الطب في وقت كانت النساء فيه يحضرن لتعليم العالي فقط لمساعدتهن في أن يصبحن زوجات وأمهات أفضل. لكن على الرغم من التحديات التي واجهتها، تمكنت من إثبات قدرتها. وأصبحت أسما قيما في المجال الطبي بمساهماتها المتعددة.

## مهنة الطب
واجهت جريرسون معارضة كبيرة لالتحاقها بكلية الطب في عام 1883، وطلب منها تقديم مبررات مكتوبة لرغبتها في أن تصبح طبيبة، من الجدير بالذكر أن امرأة أخرى تدعى إليديا باسو تقدمت للحصول على قبول في كلية الطب للحصول على درجة الدكتوراة في الصيدلة قبل ثيثيليا، ورغم أن العديد من طلبات القبول هذه قوبلت بالرفض أستطاعت أخيرا من الحصول على قبول وحجز مقعدا لها في سبيل الحصول على درجة طبية، لكن شائت الأقدار أن تصاب بمرض خطير في سنتها الخامسة في كلية الطب وتتوفا في عام 1893 بدون الحصول على شهادة الدبلوم الجامعي في تخصصها.
تم منع النساء من الالتحاق بكلية الطب في الجامعات الأربعة التي توفر تخصص الطب في البلاد في ذلك الوقت ؛ في الواقع، يجب أن نتذكر أن التعليم الثانوي للبنات لم يكن موجودًا حتى السنوات الأولى من القرن العشرين في الأرجنتين. غير أن جريرسون كانت طالبة استثنائية، تطوعت كمساعدة بدون أجر في مختبر الجامعة، وفي عام 1885، بدأت فترة تدريبها تحت إشراف إدارة الصحة العامة. وفي نفس العام جائت جريرسون بفكرة أجراس الإنذار أي ما يعادل اليوم صفّارات الإنذار الخاصة بسيارة الإسعاف، في ذلك الوقت كان أستخدام أجراس الإنذار خاصا بفرق الإطفاء فقط. في عام 1886، عالجت أيضًا المرضى في وحدة العزل في مستشفى مونيز خلال وباء الكوليرا.
وكانت غريرسون أيضا رائدة في مجال علم الحركة . وقدمت دورة في العلاج بالتدليك في كلية الطب ، وبعد ذلك قدمت أفكارها في كتابها المدرسي،«عملية تدليك» قُرئ الكتاب على نطاق واسع ولعب دورا رئيسيا في تطوير علم الحركة الحديث في الأرجنتين. انضمت إلى الموظفين في مستشفى ريفادافيا في عام 1888 ، وتخرجت في عام 1889 بعد نجاحها في الدفاع عن أطروحتها في أمراض النساء. وهكذا أصبحت غريستون أول امرأة في الأرجنتين تحصل على درجة طبية.
انضمت إلى الطاقم الطبي في مستشفى سان روكي (اليوم مستشفى راموس ميخيا) بعد التخرج. كما قدمت دروسا في التشريح في أكاديمية بيلاس آرتيس، وقدمت استشارات نفسية وتعليمية مجانية للأطفال ذوي الاحتياجات الخاصة ، ولا سيما الأطفال المكفوفين والصم والبكم. كما أنهت كتبها المدرسية: تعليم المكفوفين و( رعاية المرضى ) و( أول كتاب وطني لتمريض ).
أسست أول مدرسة للتمريض في الأرجنتين، وحضرت فصولاً لطلاب التمريض في رعاية الأطفال والإسعافات الأولية وعلاج المرضى، أدت هذه المبادرة في عام 1891 إلى إنشاء مدرسة التمريض، والتي قادتها جريرسون حتى عام 1913. ساعد هذا النجاح في جعلها عضوًا مؤسسًا للجمعية الطبية الأرجنتينية (1891). شجعتها تقارير المؤتمر الدولي الثالث للصليب الأحمر على التدريب على الإسعافات الأولية، أنشأت جمعية الإسعافات الأولية الأرجنتينية في عام 1892 ، ونشرت كتاباً عن رعاية ضحايا الحوادث.
شاركت في عام 1892 في أول عملية قيصرية أجريت في الأرجنتين، وأسست جمعية التوليد الوطنية في عام 1901 ، ومجلة توليدي. كما قدمت دروسًا في الجمباز في كلية الطب وقامت بتوجيه عدد قليل من الطالبات الأخريات اللواتي التحقن بالمدرسة. واحدة من هذه، أرماندنا بوغجيتي ، في عام 1902 أصبحت أول امرأة في الأرجنتين تحصل على شهادة في علم الأدوية.
أسست جريرسون جمعية الاقتصاد المنزلي في عام 1902. هذه المنظمة، التي أعيدت تسميتها فيما بعد «المدرسة التقنية للإدارة المنزلية» ، كانت الأولى من نوعها في البلاد، وفي عام 1907 ، أقامت دورة العلوم المحلية في مدرسة ثانوية للبنات في بوينس آيرس. (أول دورة من هذا القبيل في الأرجنتين). بعد تقريرها في عام 1909 حول تحسين الأوضاع في أوروبا فيما يتعلق بالتعليم ، ومستويات المعيشة، وتوافر المدارسة المهنية، وافق المجلس الوطني للتعليم على منهج للمدارس المهنية في الأرجنتين. نشرت جريرسون التعليم الفني للمرأة: تقرير مقدم إلى وزير التعليم العام في جمهورية الأرجنتين.(التعليم الفني للمرأة ) ، حيث قدمت دراسة الرعاية النهارية في هذه المدارس. شغلت مناصب تدريسية في مدرسة المهنية والمدرسة الثانوية الوطنية للبنات، حيث قامت بالتدريس منذ تأسيسها في عام 1907. وقد عينتها الحكومة الأرجنتينية كممثلة في المؤتمر الدولي الأول لعلم تحسين النسل الذي عقد في لندن عام 1912.

## النضال من أجل حقوق المرأة
المضايقات التي تحملها غريرسون كطالب في الطب، جعلها مناصرة متشددة لحقوق المرأة في الأرجنتين . انضمت إلى الحزب الاشتراكي الأرجنتيني المنشأ حديثًا، وأصبحت واحدة من عدد صغير نسبيًا من النساء الأرجنتيات في الأوساط الأكاديمية أو من المجتمع الراقي الذي دعم الحركة النسائية وحركة تحرير المرأة التي تطورت في الولايات المتحدة والمملكة المتحدة .
شاركة جريرسون في مؤتمر النساء الدولي عام 1899 في لندن. أدى ذلك إلى إنشاء المجلس النسائي الأرجنتيني (CNM) في عام 1900. بعد عشر سنوات، ترأست المؤتمر النسائي الدولي الأول لجمهورية الأرجنتين، الذي عقدته رابطة النساء الجامعيات. يتناول المؤتمر مواضيع مثل وضع المرأة في التعليم ، والتشريع ، والحاجة إلى حق المرأة في التصويت٬ وحقوق الأطفال (وخاصة الأطفال غير الشرعيين) ، والطلاق القانوني.
ويستند أحد أعمالها إلى دراسة القانون المدني الأرجنتيني، حيث تشير إلى أنه في الأرجنتين، تتمتع المرأة المتزوجة بنفس الوضع الاجتماعي للطفل. تجعل هذه الدراسة من الممكن إجراء العديد من التغييرات في عام 1926 ، مضيفًا إمكانية التخلص من دخل الفرد، أو كونه جزءًا من المجتمعات المدنية أو التجارية، بالإضافة إلى حقوق أخرى للمرأة. في نفس العام، أنشأت ثيثيليا جريرسون مدرسة فنية للأشغال المنزلية لتسهيل قبول النساء في الأنشطة الاقتصادية.

## حياة لاحقة
```

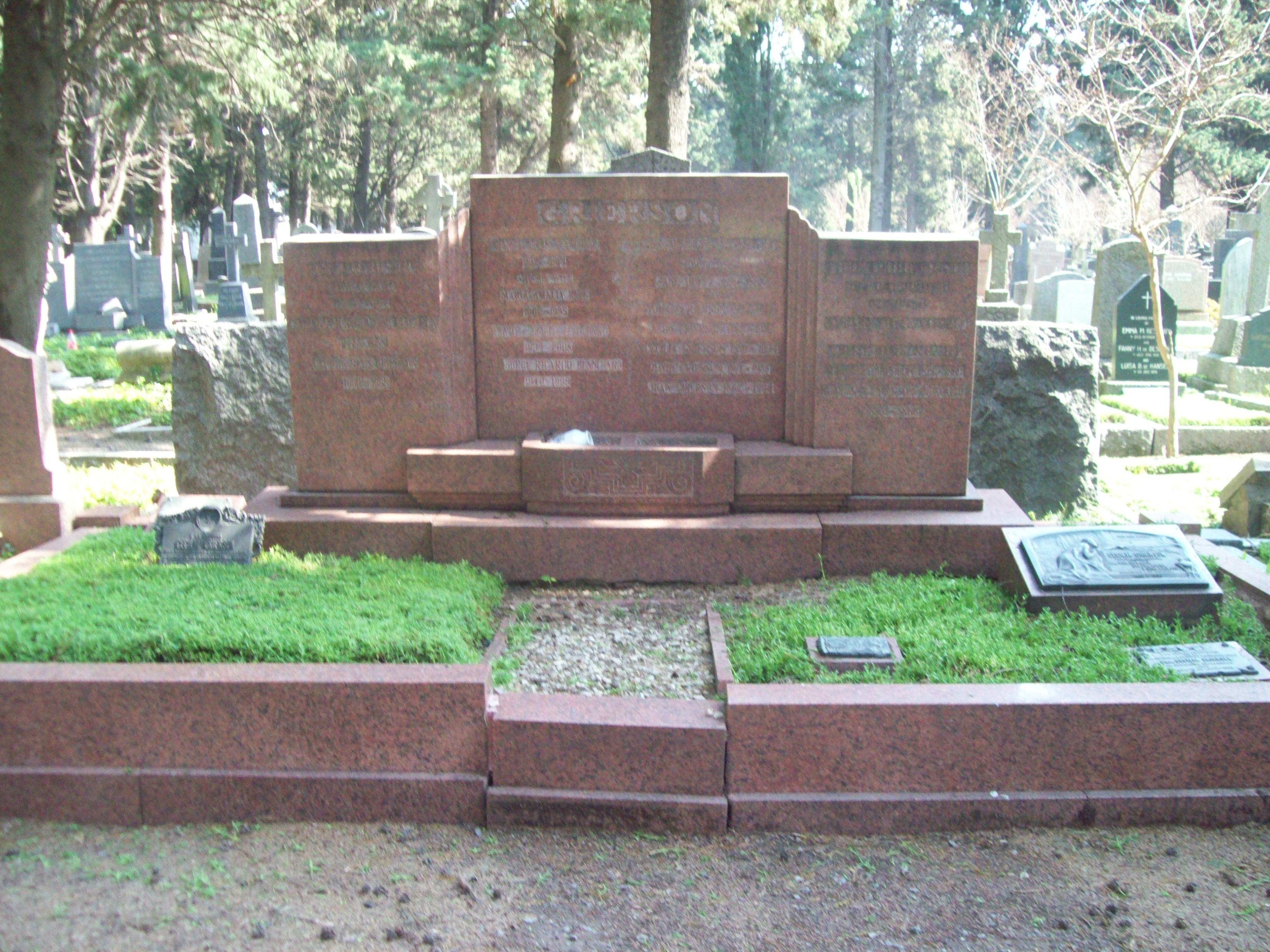
قبر ثيثيليا جريرسون في المقبرة البريطانية

تم تكريم جريرسون علنا في عام 1914 بمناسبة 
اليوبيل الفضي
 لتخرجها، وهو تكريم تكرر في عام 1916 ، عندما تقاعدت من الأوساط الأكاديمية. عاشت في 
لوس كوكوس
 الخلابة، 
مقاطعة قرطبة
 ، خلال فترة تقاعدها، وممارسة طب الأسرة على أساس خال من المصلحة العامة والتعليم. افتتحت مدرسة في المدينة الريفية، وكذلك إقامة للمدرسين والفنانين. سمح لها بالرضا عن خدمة بضع سنوات فقط بعد تقاعدها وحصلت على راتب تقاعدي متواضع. إلا أنها أعربت عن أسفها أكثر من ذلك أنها لم تتلق قط منصب رئيس كلية الطب التابعة لها.
[
1
]
 جريرسون لم تتزوج قط.
[
4
]
 توفيت الأكاديمية والناشطة الشهيرة في بوينس آيرس عام 1934 ، عن عمر يناهز 74 عامًا، ودفنت في مقبرة المدينة البريطانية.
[
3
]
```

أعيدت تسمية مدرسة التمريض التي أسستها في عام 1891 لها بعد وفاتها. كما تم تكريم أحد شوارع لوس كوكوس وأحد أحياء حي بوينس آيرس الجديد، بويرتو ماديرو .

## انظر ايضاً
- ليلى أدميان.
- أديلايدا أفاغيان.
- لورا باتريشيا سبينديل.
- سوزانا توري.